# پیرمرد صدساله‌ای که از پنجره فرار کرد و ناپدید شد
پیرمرد صدساله‌ای که از پنجره فرار کرد و ناپدید شد کتابی است به قلم یوناس یوناسون، که با سه ترجمه، شادی حامدی آزاد از انتشارات به‌نگار، فرزانه طاهری از انتشارات نیلوفر در بهار ۹۳ وجلال رضایی راد از انتشارات نشانه در سال۹۷ در ایران منتشر شده‌است. تازه‌ترین ترجمهٔ منتشرشده، از نشر آموت است که در سال ۱۳۹۹ و با برگردان کیهان بهمنی منتشر شده‌است.
در سال ۲۰۰۹ در سوئد رمانی منتشر شد با تیتری عجیب و طولانی: «پیرمرد صدساله‌ای که از پنجره بیرون پرید و ناپدید شد». نخستین رمان یوناس یوناسون، روزنامه‌نگار ۴۹ ساله، ابتدا نه توجه زیادی برانگیخت و نه کسی برای آن موفقیتی بزرگ پیش‌بینی کرد، اما این رمان سال بعد پرفروش‌ترین کتاب سوئد شد و به زودی در سراسر جهان به یکی از محبوب‌ترین رمان‌ها بدل گشت.
در طول خواندن کتاب، ما داستان زندگی پیرمرد قهرمان داستان و از ورای آن تاریخ قرن بیستم را هم البته به‌صورت طنز مرور می‌کنیم. در حقیقت نویسنده کتاب هر بار به بهانه‌ای قهرمان داستان را در یک رشته اتفاقات تصادفی درگیر می‌کند تا او با تعدادی از مهم‌ترین شخصیت‌های سیاسی سدهٔ بیستم دمخور شود: استالین، فرانکو، ترومن، چرچیل، مائو، کیم ایل سونگ و …
از این طریق و با مرور خاطرات پیرمرد، ما البته به صورت طنز در بطن حوادثی مثل ساخت بمب اتم، جنگ‌های داخلی اسپانیا و انقلاب چین قرار می‌گیریم. نویسنده حتی، قهرمان داستان را در سال‌های دهه ۱۳۲۰ به ایران هم آورده‌است و باعث شده او توسط سازمان امنیت وقت دستگیر هم بشود!
در این میان، نه راوی و نه آدم‌های اثر، هیچ‌کدام در پی ارائه تصویری درست و واقعی از زندگی و رخدادهای گذشته و حال نیستند: آن‌ها، واقعیت را در هم می‌شکنند، آن را به بازی می‌گیرند و از نو بنایش می‌کنند. این ویران کردن و دوباره ساختن، در سایه طنز رخ می‌دهد و طنز، رشته‌ای است که ماجراهای گذشته و حال را به هم پیوند می‌دهد و ماجرا را پیش می‌برد. نویسنده در این اثر همه چیز اعم از رخدادهای تاریخی، اندیشه، فلسفه، کتاب مقدس تا مظاهر روزمره زندگی را به طنز می‌گیرد و دنیایی می‌سازد که به گفته خودش به نحوی هوشمندانه، ابلهانه است.